# Комаса, Ян
Ян Тадеуш Комаса (пол. Jan Tadeusz Komasa; род. 28 октября 1981 года, Познань, Польша) — польский кинорежиссёр, сценарист. Его дебютом стал фильм «Рады тебя увидеть». Мировую известность режиссёр получил с фильмом «Тело Христово», который был номинирован на премию «Оскар» за лучший фильм на иностранном языке и победил на «Венецианском кинофестивале».

## Биография и творчество
Родился 28 октября 1981 года в Познани.
С 2001 по 2005 обучался в Лодзинской киношколе.
В 2003 снял свой первый фильм «Рады тебя увидеть», получивший премию Cinéfondation на Каннском кинофестивале 2004 года.
В 2007 снял документальный фильм «Сплыв» (пол. Spływ) о попытках людей избавится от наркотической зависимости.
В 2011 стал сценаристом и режиссером фильма «Зал самоубийц».
В 2014 году стал режиссером и соавтором сценария к фильму «Город 44» о Варшавском восстании.
В 2019 году снял фильм «Тело Христово», принесший ему мировую известность. В 2020 году фильм был номинирован на премию «Оскар» за лучший фильм на иностранном языке и победил на «Венецианском кинофестивале».
В 2020 году вышел фильм Комасы «Зал самоубийц.Хейтер» – спин-офф фильма «Зал самоубийц».

## Фильмография
- 2003 – Рады тебя увидеть / Fajnie, że jesteś
- 2005 – Ода к радости / Oda do radości
- 2007 – Сплыв / Spływ
- 2008 – Вроцлавская голгофа / Golgota wrocławska
- 2011 – Зал самоубийц / Sala samobójców
- 2014 – Варшавское восстание / Powstanie Warszawskie
- 2014 – Город 44 / Miasto 44
- 2015 – Krew z krwi
- 2017 – Ультрафиолет / Ultraviolet
- 2019 – Тело Христово / Boże Ciało
- 2020 — Зал самоубийц.Хейтер / Sala samobójców. Hejter